# Autel de Consus
L'autel de Consus (en latin : Ara Consi) est un autel romain dédié à Consus, une vieille divinité italique de l'agriculture. Son culte est l'un des plus anciens de Rome.

## Localisation
L'autel est mentionné par Tacite quand il décrit les limites du premier pomœrium établi par Romulus. Celui-ci forme selon lui un quadrilatère dont les sommets correspondent à l'autel d'Hercule Invaincu sur le Forum Boarium, au sanctuaire des Lares près du Lacus Iuturnae sur le Forum Romanum, à la Curia Veteres au nord-est du Palatin et enfin à l'autel de Consus dans la vallée de la Murcia, entre le Palatin et l'Aventin,. L'autel est attesté au IIIe siècle av. J.-C. au moment de l'agrandissement du Circus Maximus à l'ensemble de la vallée de la Murcia. Il est alors décrit comme situé « près des bornes murciennes » (primae metae), c'est-à-dire au sud-est de la spina du Circus Maximus,.

## Histoire
L'autel est lié par la tradition à la célébration des jeux en l'honneur de Consus (assimilé à Neptune) au cours desquels, à l'époque de Romulus, a eu lieu l'enlèvement des Sabines,. C'est en l'honneur de Consus que sont organisées les premières courses de chevaux et de chars dans la vallée de la Murcia.
D'après les Fastes d'Antium, l'autel a été dédié un 1er janvier.

## Description
L'autel est souterrain et couvert,, peut-être par un couvercle de brique ou par de la terre car Consus est un dieu du monde souterrain qui fait germer les semences et fleurir les moissons. L'autel est dégagé de sous terre lors des Consualia le 15 décembre, mais également le 7 juillet, afin que les sacerdotes publici puissent procéder aux sacrifices en immolant les victimes, et le 21 août, où c'est le flamen Quirinalis, assisté des Vestales, qui offre les sacrifices en l'honneur du dieu,.